# أرتور غولانسكي
أرتور غولانسكي (بالبولندية: Artur Golański)‏ هو لاعب كرة قدم بولندي في مركز الهجوم، ولد في 25 أبريل 1992 في Łask ‏ في بولندا. لعب مع نادي ال كي اس ودز.